# パウンズ (小惑星)
パウンズ (4281 Pounds) は小惑星帯にある小惑星。エドワード・ボーエルがローウェル天文台で発見した。
イギリス人の天文学者ケネス・パウンズに因んで名付けられた。